# The Washington Family
The Washington Family, de Edward Savage, é um retrato de grupo em tamanho real da família Washington, incluindo o presidente dos EUA, George Washington, a primeira-dama Martha Washington, dois de seus netos e um servo negro, provavelmente um homem escravizado cuja identidade não foi registrada. A Galeria Nacional de Arte de Washington, D.C., exibe atualmente a grande pintura (7 pés (2,1 m) x 9,3 pés (2,8 m)).

## Produção
De acordo com estudos de vida feitos no início da presidência de Washington, Savage começou a trabalhar na pintura a óleo na cidade de Nova York durante 1789-1790 e, mais tarde, a completou na Filadélfia, durante 1795-1796.
A partir de 1798 as gravuras foram produzidas em massa por Savage, e por John Sartain em 1840. A Biblioteca do Congresso mantém em suas coleções uma impressão de uma gravura colorida que Savage e Robert Wilkinson publicaram em Londres em 1798.
Essa imagem era tao famosa no século 19, que o próprio Washington encomendou quatro impressões da Gravura de Savage, pendurando uma na sala de jantar da família em Monte Vernon.

## Interpretações
A bússola magnética apontando para a direção norte à esquerda na base de um globo e os detalhes topográficos da vista, indicam que a família está na margem oeste do rio Potomac em Mount Vernon, ocupando uma representação idealizada do pórtico que Washington havia projetado para a casa. São mostrados o neto de Martha, George Washington Parke Custis (chamado de "Wash" ou "Washy"), George Washington, a neta de Martha, Eleanor Parke Custis (chamada de "Nelly"), Martha e um servo negro de identidade incerta (talvez o escravizado Christopher Sheels, William (Billy) Lee ou Austin).
Com uma planta da futura cidade de Washington à sua frente, Martha Washington está, segundo o catálogo de Savage, "apontando com seu leque para a grande avenida". Algumas descrições da pintura afirmam que a "grande avenida" é a Avenida Pensilvânia. No entanto, a "grande avenida" mais ampla e proeminente ilustrada pelo plano da cidade tornou-se, na verdade, o National Mall (ver: Plano L'Enfant).
Segurando um paquímetro, a mão direita do jovem George repousa perto do topo do globo, que não possui marcações geográficas. A descrição de um museu interpreta esta parte da cena como uma representação das esperanças americanas de aumentar a importância global.
Foi descoberto por um pesquisador que a perspectiva da pintura termina no coração de George Washington.
Em 2005, uma pintura a óleo de Peter Waddel intitulada A Vision Unfolds, estreou em uma exposição sobre a Maçonaria oferecido no museu da Octagon House em Washington, D.C.
Essa pintura foi exibida também em 2007, 2009, 2010 e 2011, no Joslyn Art Museum em Omaha, Nebraska, primeiro e depois no National Heritage Museum em Lexington, Massachusetts e no Scottish Rite Center do Distrito de Columbia em Washington, D.C.
Contendo elementos presentes em The Washington Family, a pintura histórica de Waddell retrata uma reunião que ocorre dentro de uma elaborada tenda de topografia. Na cena imaginária, o agrimensor-astrônomo afro-americano Benjamin Banneker apresenta um mapa do Território de Columbia (ver: Fundação de Washington, DC) ao presidente Washington e ao agrimensor Andrew Ellicott.